# Antonina Wirtemberska
Antonina Wirtemberska (ur. 24 marca 1613 – zm. 1 października 1679) – księżniczka wirtemberska, pisarka.
Córka księcia Jana Fryderyka Wirtemberskiego i Barbary Zofii Hohenzollern. Była siostra księcia Eberharda Wirtemberskiego, który tak jak ojciec brał udział w wojnie trzydziestoletniej. 
W trakcie tej wojny zburzonych i obrabowanych zostało wiele kościołów. Antonina postawiła sobie za cel odbudowanie ich oraz ponowne wyposażenie. Chciała przywrócić im poprzedni wygląd. 
Zaprzyjaźniła się z teologiem Janem Velentin Andreae. Interesowała się malarstwem, filozofią, językami obcymi oraz Kabałą. 
Zmarła w 1679 roku. Przez całe życie była niezamężna. 